# Cités unies France
Pour les articles homonymes, voir CUF.
Cités Unies France (CUF) est une association française créée en 1975 qui regroupe des collectivités territoriales françaises engagées dans l’action internationale,.
Cette association a été fondée par Bernard Stasi pour faciliter l’évolution de la coopération décentralisée en France. Elle compte environ 300 adhérents en 2024 et anime l’activité plus de 5 000 collectivités et 13 000 projets de coopération décentralisée avec plus de 10 000 autorités locales de 145 pays.
Cités Unies France se compose de trois organes politique: l’assemblée générale, qui se réunit au moins une fois tous les ans, le conseil d’administration et le bureau exécutif. L’association est présidée par Michaël Delafosse.

## Listes partielles des présidents et directeurs généraux
| Identité                     | Période | Période  | Durée  |
| Identité                     | Début   | Fin      | Durée  |
| ---------------------------- | ------- | -------- | ------ |
| Bertrand Gallet (né en 1945) | 1998    | 2017     | 19 ans |
| Geneviève Sevrin (d)         | 2017    | 2022     | 5 ans  |
| Virginie Rouquette (d)       | 2022    | En cours | 3 ans  |

| Identité                       | Période          | Période          | Durée                      |
| Identité                       | Début            | Fin              | Durée                      |
| ------------------------------ | ---------------- | ---------------- | -------------------------- |
| Bernard Stasi (1930 - 2011)    | 1975             | 2004             | 29 ans                     |
| Charles Josselin (né en 1938)  | 2004             | 2011             | 7 ans                      |
| Michel Delebarre (1946 - 2022) | 2011             | 2014             | 3 ans                      |
| Roland Ries (né en 1945)       | août 2014        | octobre 2020     | 6 ans et 2 mois            |
| François Rebsamen (né en 1951) | 13 octobre 2020  | 5 septembre 2024 | 3 ans, 10 mois et 23 jours |
| Michaël Delafosse (né en 1977) | 5 septembre 2024 |                  |                            |